# Casa del 49 del Carrer de Sant Joan
La Casa del 49 del Carrer de Sant Joan és un edifici medieval de la vila de Vilafranca de Conflent, de la comarca d'aquest nom, a la Catalunya del Nord.
Com el seu nom indica, és en el número 49 del carrer de Sant Joan, en el sector central - oriental de la vila. Li corresponen les parcel·les cadastrals 51 i 52.

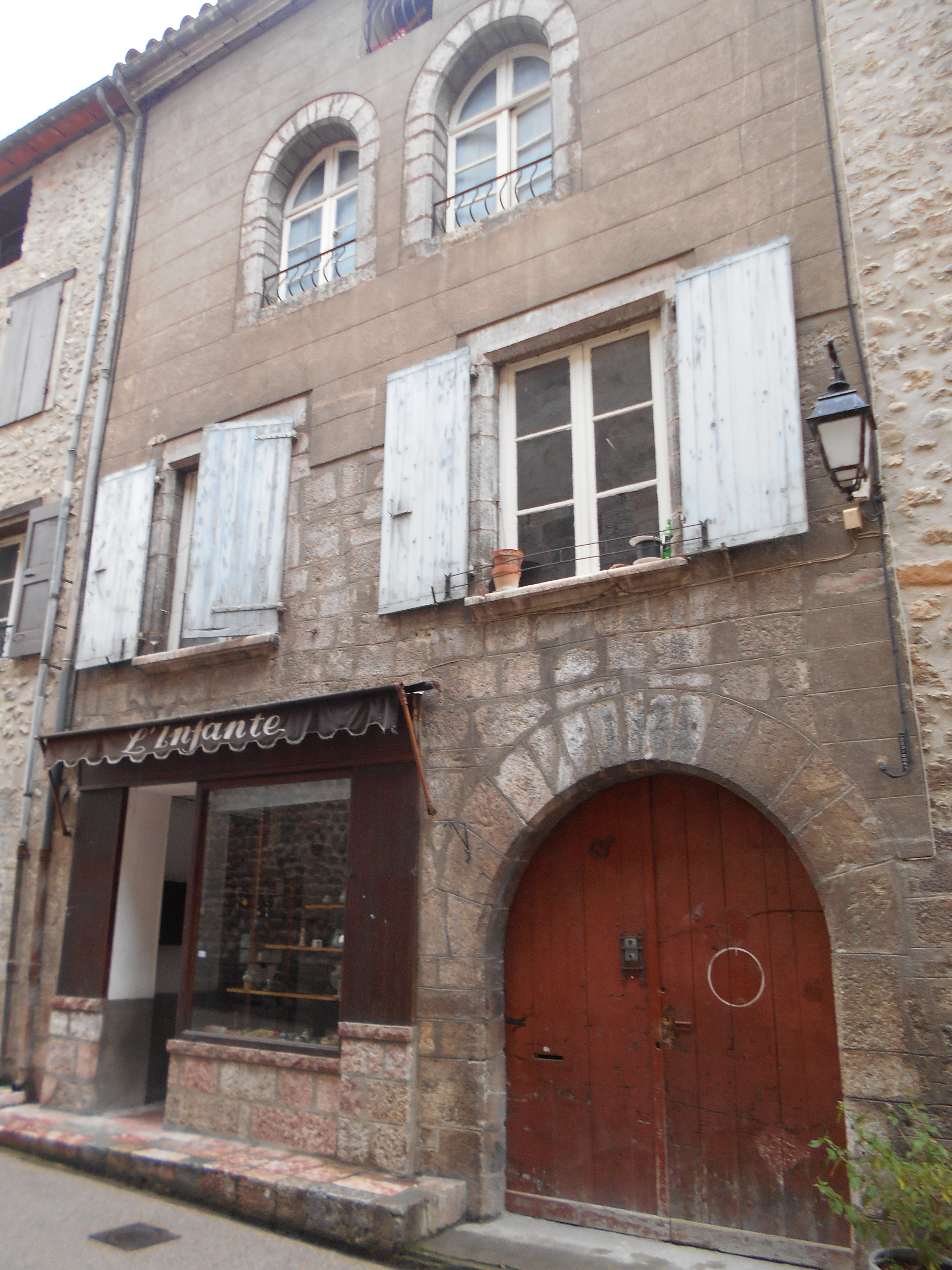
Detall de la finestra gòtica

La casa, dels segles XIV - XV, ha estat molt reformada, llevat de la planta baixa, on l'aparell de construcció conserva la pedra tallada original. Hi ha una arcada de punt rodó, romànica, al costat de llevant, amb les arestes aixamfranades. La resta de la façana fou oberta per a practicar-hi una gran obertura rectangular. A l'actual segon pis, hi ha dues grans finestres de punt rodó amb les arestes aixamfranades. És de datació difícil, atès que d'una banda, les arestes d'una arcada romànica foren retallades, i de l'altra, els elements gòtics, d'un gòtic tardà, estan barrejats amb els romànics.